# 林正義 (海軍軍人)
林 正義（はやし まさよし、1906年（明治39年） 2月14日 - 1980年（昭和55年）9月26日）は、日本の海軍軍人。五・一五事件に連座し、反乱予備罪で有罪となった海軍中尉である。幽顕塾塾長。

## 生涯
熊本県出身。祖父は横井小楠と親交があった人物で、父は刀工、母は神風連に関わった人物の娘である。島田数雄（上海日報主筆）は叔父。妻は五・一五事件で首相官邸を襲撃した海軍士官の一人、村山格之の姪。

### 略歴
済々黌中学を卒業。福村利明は同級生で、刎頚の仲であった。2年の浪人を経て海軍兵学校56期に入校。高橋赫一、田辺弥八、三上作夫のほか、 古賀清志ら五・一五事件に関わる3名が同期生である。卒業席次は111中107番。遠洋航海から帰国後の術科講習中に健康を害している。砲術学校在校中に、福村とともに王師会に加盟した。この会は海軍の革新行動組織としては最初のものである。重巡洋艦「足柄」乗組みとなり、1929年（昭和4年）12月少尉任官。健康は回復せず、佐世保鎮守府附となり静養した。半年あまり後、佐世保海兵団長承命服務として復帰し、衛兵副司令を務める。
古武士の如き人物が集まるところと期待した兵学校であったが、林には期待はずれであった。大陸浪人を志すが教官に説得され思いとどまる。同県人と語らい、「同心会」 をつくり兵学校教育の建て直しを図ろうとしたが有耶無耶に終わる。この活動の中藤井斉とつながりができた。
1931年（昭和6年）の十月事件では藤井、三上卓らと協議し抜刀隊として参加を決めたが、陸軍関係者に不信を抱き離脱した。12月、中尉に進級。国家革新を目指す意思に変わりは無く、井上日召、藤井が計画した1932年（昭和7年）2月の決起に参加を決め、使用予定の手榴弾を預かり自室に隠していた。決起間近の同年1月に第一次上海事変が生起し、同志の多くは出征。林は「事変の結末がつき、国民が国内に関心を向けたときの方が影響が大きい」と藤井を説得し、藤井は決起の延期に同意した。しかし民間同志であった井上らは単独で決起し血盟団事件が発生した。藤井は上海事変で搭乗機を撃墜され戦死し、林は藤井のノートを処分し証拠隠滅を図っている。
血盟団事件が続く中、林は海軍法務関係者の調査を受けたが、藤井らとの関係を否定し三上、古賀らと決起を図る。5月15日を決起予定日としていたが、 陸軍の協力が期待できないとわかり、林は延期を主張した。林は佐世保、三上は呉、古賀は東京方面にあり連絡は電報によっていたが、古賀の返事は「待てぬ」というものであった。林は大庭春雄を派遣し計画を延期するよう説得を図る。しかし大庭に許された休暇は16日からで、古賀、三上らは15日に犬養毅首相を射殺した（五・一五事件）。
林は保護検束され、東京軍法会議（高須四郎裁判長）に起訴される。同期生の浅水鉄男特別弁護人、清瀬一郎らの弁護が行われ、禁固6年の求刑に対し判決は懲役2年、執行猶予5年となり、林は失官した。これにより従七位返上を命じられ、大礼記念章（昭和）を褫奪された。
裁判後、世話になった頭山満、田中光顕らに礼を述べてまわり、また艦隊派の加藤寛治に面会している。この際田中は｢今後やる時は師団を動かせ｣と語り、また加藤は｢気の毒でならぬ。僕がやらねばならぬことであった」と語った。
真崎勝次（当時大佐）が就職を世話しようとしたが断り、浪人生活を送った。海軍省は林に更生資金として500円を渡している。伊東亀城ら同志と関係を保ちつつ小林省三郎、山下知彦、大岸頼好らと親しい関係を持った。古賀の依頼で古賀との結婚を志願した女性に会うため秋田県に赴いている最中に二・二六事件が勃発。急遽帰京したが短期間警察に留置されている。1937年（昭和7年）12月に厚木に幽顕塾を設立し青年を指導。戦後も活動を続けた。

## 五・一五事件関連年譜
- 1925年（大正14年）4月 – 海軍兵学校入校
  - 6月 – 海兵での藤井斉、三上卓の講演
- 1927年（昭和2年） - 同心会結成
- 1928年（昭和3年） – 海兵卒業。王師会に参加
- 1930年（昭和5年） – 藤井「憂国慨言」を配布
- 1931年（昭和6年）5月 – 三上、井上日召に面識を得る
  - 9月 – 十月事件への参加を決意
- 1932年（昭和7年）
  - 1月28日 – 井上日召らとの決起を藤井と協議し、計画延期で一致
  - 2月5日 – 藤井戦死
  - 2月9日 – 小沼正が井上準之助を射殺
  - 3月5日 – 菱沼五郎が團琢磨を射殺
  - 3月11日 – 井上日召自首
  - 4月21日ごろ – 西田税暗殺を決定
  - 5月8日 – 5月15日決起を決定
  - 5月13日ごろ - 林、計画延期を図り、大庭春雄の東京派遣を決める
  - 5月14日 – 大庭の休暇が16日からと決まり、古賀にその旨を連絡
  - 5月15日 – 五・一五事件発生。林は保護検束を受ける
  - 7月24日 – 公判開始
  - 8月18日 – 林の陳述
  - 11月9日 - 判決。懲役2年執行猶予5年